# Ріхард Мюллер
Ріхард Мюллер (нім. Richard Müller; 23 серпня 1867, Болехів — 19 травня 1950, Ґрац) — австро-угорський, австрійський і німецький офіцер, генерал артилерії запасу вермахту. Кавалер Лицарського хреста Військового ордена Марії Терезії.

## Біографія
18 серпня 1888 року вступив в австро-угорську армію. З 24 березня 1911 року — начальник Генштабу 3-го корпусу. Учасник Першої світової війни. З березня 1915 року — командир 5-ї піхотної бригади, з липня 1916 року — 6-ї піхотної дивізії, з 1917 року — групи «Ечталь».З 2 березня 1917 року — начальник Генштабу групи армій «Конрад». 1 січня 1919 року вийшов на пенсію.

## Звання
- Обер-лейтенант (1 січня 1892)
- Гауптман Генштабу (1 травня 1896)
- Майор Генштабу (1 травня 1904)
- Оберст-лейтенант Генштабу
- Оберст Генштабу (1 травня 1911)
- Генерал-майор (27 лютого 1915)
- Фельдмаршал-лейтенант (1 лютого 1918)
- Генерал артилерії запасу (27 серпня 1939) — підвищений з нагоди 25-ї річниці битви під Танненбергом як кавалер лицарського хреста Військового ордена Марії Терезії.

## Нагороди
- Ювілейна пам'ятна медаль 1898
- Ювілейний хрест (1908)
- Бронзова медаль «За військові заслуги» (Австро-Угорщина)
- Хрест «За військові заслуги» (Австро-Угорщина)
  - 3-го класу
  - 2-го класу з військовою відзнакою
- Хрест «За вислугу років» (Австрія) 3-го класу
- Орден Залізної Корони 3-го і 2-го (1916) класу з військовою відзнакою
- Орден Леопольда (Австрія)
  - лицарський хрест з військовою відзнакою (1915)
  - командорський хрест з військовою відзнакою (1917)
- Військовий Хрест Карла
- Військова медаль (Османська імперія)
- Срібна медаль «Імтияз» з шаблями (Османська імперія)
- Срібна медаль «Імтияз» з шаблями (Османська імперія)
- Військовий орден Марії Терезії, лицарський хрест (7 березня 1921)
- Пам'ятна військова медаль (Австрія) з мечами
- Почесний хрест ветерана війни з мечами (Третій Рейх)